# Золото-Балковская волость
Золото-Балковская волость — административно-территориальная единица Херсонского уезда Херсонской губернии.
По состоянию на 1886 год состояла из 7 поселений, 7 сельской общины. Население 3052 человека (1543 мужского пола и 1509 женского), 542 дворовых хозяйства.
|                        | Площадь, десятин | В том числе пахотной, дес. |
| ---------------------- | ---------------- | -------------------------- |
| Сельских общин         | 4203             | 2775                       |
| Частной собственности  | 47 839           | 10 000                     |
| Казённой собственности | 3135             | 1270                       |
| Другой собственности   | 120              | 120                        |
| Всего                  | 55 297           | 14 165                     |

Самые большие поселения волости:
- Золотая Балка — село при реке Днепр в 133 верстах от уездного города, 835 человек, 161 двор, православная церковь, школа. За 7 вёрст — недействующий пивоваренный завод, за 12 вёрст — почтовая и земская станция, за 13 вёрст — кирпичный завод.
- Гавриловка (Ерёмина) — село при реке Подпольной, 372 человека, 68 дворов, лавка.
- Малые Гирла — село при реке Днепр, 390 человек, 79 дворов, пристань российского общества пароходства и торговли, постоялый двор.
- Леонтиевка — село при реке Днепр, 481 человек, 74 двора, лавка.
- Фирсовка — село при реке Днепр, 625 человек, 97 дворов.